# Rue de Turenne
Rue de Turenne je ulice v Paříži v historické čtvrti Marais. Nachází se ve 3. obvodu.

## Poloha
Ulice vede od křižovatky s Rue Saint-Antoine a končí na křižovatce s Rue Charlot.

## Historie
Ulice vznikla na zakryté stoce, která se nacházela vně městských hradeb Karla V. Trasa tohoto kanálu vedla od Rue de la Turenne k Rue Béranger a pokračovala až na začátek Rue Montmartre a Rue du Faubourg-Montmartre. Poté se přes Rue de Provence spojila s hlavní kanalizací mimo hradby. Nejprve byla zakryta část u Rue Saint-Antoine a Rue des Francs-Bourgeois na počátku 17. století, následovala severní část ulice v polovině 17. století. V roce 1674 se nazývala Rue Saint-Louis-au-Marais, protože vedla k hradební bráně Saint-Louis. Tato brána se objevuje na mapě Paříže kolem roku 1640.
Rue Saint-Louis-au-Marais spojovala původní ulice Rue du Val-Sainte-Catherine a Rue Saint-Louis, jichž názvy se také často měnily. Trasu ulice stanovovaly dekrety královské rady z let 1694, 1696, 1698 a 1701.
Ministerská vyhláška z 18. února 1851 spojila Rue Boucherat s Rue Saint-Louis-au-Marais. Dekretem z 2. října 1865 byla ulice pojmenována po francouzském maršálovi Henrim de La Tour d'Auvergne de Turenne, který měl v ulici palác.
V roce 2007 byla křižovatka mezi Rue de Turenne, Rue Charlot a Rue de Franche-Comté přejmenována na Place Olympe-de-Gouges.

## Zajímavé objekty
- dům č. 7: nacházel se zde umělecký ateliér firmy Lignereux
- dům č. 12: Hôtel Pierrard – druhý vstup do paláce.
- dům č. 16: Hôtel Marchand – druhý vstup do paláce.
- dům č. 23: hôtel Colbert de Villacerf. Palác si nechal v roce 1650 postavit královský intendant Édouard Colbert de Villacerf (1628–1699).
- dům č. 34: jeho architektem je Libéral Bruant.
- dům č. 37/39: bývalý hôtel Joyeuse. Nacházel se zde pension Lepitre, kde v roce 1814 pobýval Honoré de Balzac.
- dům č. 38: za Pařížské komuny zde byla v dubnu 1871 otevřena výuková dílna pro dělníky.
- dům č. 41: U domu se nachází Joyeuseova fontána.
- dům č. 52/54: hôtel de Montrésor. Dvojitý palác postavili architekti Michel Villedo a Claude Dublet pro Clauda de Bourdeille, hraběte de Montrésor (1606–1663). Budova je využívána pro školské účely.
- dům č. 60: hôtel d'Ecquevilly.
- dům č. 64: palác nechal původně postavil roku 1637 François Petit de Passy. Poté se dostal do majetku rodiny Méliand, která jej vlastnila do roku 1744. Tehdy palác koupil Antoine René Le Voyer de Paulmy d'Argenson.
- dům č. 68: Kostel Saint-Denys-du-Saint-Sacrement.
- dům č. 76: některé architektonické části (schodiště, basreliéfy…) jsou zapsány na seznam historických památek.
- domy č. 88–94: v tomto místě se nacházel klášter Notre-Dame du Calvaire.
- dům č. 133: na nároží s Rue Charlot se nachází Boucheratova fontána.